# Santa María (Huila)
Santa María é um município da Colômbia, localizado no departamento de Huila.